# Rito simbolico italiano
Il Rito simbolico italiano, o Serenissima gran loggia di rito simbolico italiano, è un ordine iniziatico della massoneria italiana, a cui possono aderire i maestri muratori appartenenti al Grande Oriente d'Italia.

## Origini
La nascita del Rito, datata al 1º gennaio 1862, va fatta risalire alla volontà della Loggia Ausonia di Torino di costituire una massoneria nazionale unitaria e indipendente dalle influenze straniere che avevano caratterizzato il XVIII secolo e la prima metà del XIX secolo, al fine di supportare il progetto di unità nazionale proprio del Risorgimento.
Oltre alle finalità politiche, caratteristiche e prevalenti nella massoneria italiana almeno fino alla breccia di Porta Pia (20 settembre 1870), il progetto del Rito mirava anche ad un ritorno alle origini spirituali e iniziatiche della massoneria incardinate nelle cosiddette Costituzioni di Anderson. Pertanto, veniva riconosciuto un valore unicamente ai primi tre gradi tradizionali della massoneria.

## Sviluppo storico
Negli anni tra il 1874 e il 1922, il Rito simbolico fu parte attiva e contribuì in più occasioni alla difesa dei principi di unità e fratellanza in Italia, negli anni non facili del consolidamento della massoneria, resa strutturalmente fragile dal fatto che il Grande Oriente d'Italia esercitava solo nominalmente il controllo delle logge azzurre, ovvero quelle operanti nei primi tre gradi, che costituivano la vera e propria base dell'istituzione. Per tali benemerenze, si iniziò a parlare del Rito quale sentinella dell'Ordine. Tale percorso inizia idealmente nel 1874, con la volontaria fusione delle proprie Logge nel Grande Oriente d'Italia, passa per la costituzione della propria Serenissima Gran Loggia nel 1879, e culmina con la rinuncia alla giurisdizione sulle Logge nel 1922, permettendo così la realizzazione del progetto unitario per la massoneria italiana.
Dopo la messa al bando della massoneria da parte di Mussolini nel 1925, il Rito simbolico non procedette, a differenza del Grande Oriente d'Italia e dei Riti ad esso afferenti, a dichiarare il proprio scioglimento per mettere al sicuro i membri dalla repressione del regime. Tuttavia, sarà solo con il dopoguerra che le attività potranno riprendere regolarmente, soprattutto dopo che le Costituzioni del Grande Oriente d'Italia del 1949 sancirono definitivamente la separazione delle prerogative tra riti e ordine (il G.O.I.).
Da allora, il Rito ha continuato la propria opera di difesa di un modello ideale di massoneria senza svolgere attività di proselitismo tra i membri del Grande Oriente d'Italia. Oggi i membri sono circa 700, suddivisi in circa 20 Collegi di Maestri Architetti; dal che si può constatare la caratteristica di élite del Rito, considerando che il numero di massoni aderenti al Grande Oriente d'Italia supera i 24.000 (2024).

## Presupposti iniziatici
Dal punto di vista iniziatico, il Rito simbolico ha fatto propri i cinque punti della Fratellanza proclamati a Torino nel 1862, vero e proprio manifesto delle finalità spirituali e sociali della massoneria.
Con la volontà di trovare una propria caratterizzazione culturale che valorizzasse la propria caratteristica di italianità, ed al tempo stesso lo potesse differenziare dai filoni cristiano-cavallereschi o siriaco-egizi di altre istituzioni rituali, il Rito simbolico ha posto alla base della propria identità il recupero e lo studio della tradizione della Scuola di Pitagora.